# Grecja w Konkursie Piosenki Eurowizji Junior
Grecja w Konkursie Piosenki Eurowizji Junior zadebiutowała w 2003 roku. Od czasu debiutu konkursem w kraju zajmował się grecki nadawca publiczny Ellinikí Radiofonía Tileórasi (ERT).
Najwyższym wynikiem kraju jest 6. miejsce, które w 2005 roku zajęli Aleksandros i Kali z utworem „Tora ine i sira mas”.

## Historia Grecji w Konkursie Piosenki Eurowizji Junior

### Konkurs Piosenki Eurowizji Junior 2003
21 listopada 2002 potwierdzono, że Grecja zadebiutuje w inauguracyjnym 1. Konkursie Piosenki Eurowizji Junior. 8 sierpnia 2003 nadawca otworzył okno zgłoszeń i opublikował regulamin preselekcji dla potencjalnych kandydatów do reprezentowania Grecji. Zgłoszenia były przyjmowane do 22 sierpnia. Spośród 141 zgłoszeń wysłanych do nadawcy wybrano 10 najlepszych kandydatów którzy zakwalifikowali się do finału preselekcji. W finale preselekcji wzięli udział: Katerina Sotiriadi („Synnefa ston ourano mas”), Nikolas Ganopulos („Fili ja panda”), Evi Bourantoni („Soste ti Gi”), Dimitris Thomas („Megalono”), Kloi Boleti („Mazi me sena”), Dzordzina Wasiliu („Ma protimo ti dzaz”), Erofili Kleanti („Kande kati”), Marina Manolaraki („Ta didimakia”), Zachos Chadzilukas („Kie mi se niazi”) i Joana Spanu („Mia efchi”).
5 października 2003 odbył się finał preselekcji który został poprowadzony przez Masę Fasulę, Temis Jeorjandasa i Ksenię Sarafianu zwyciężył 8 letni Nikolas Ganopulos. 15 listopada 2003 Nikolas wystąpił jako pierwszy w kolejności startowej na konkursie organizowanym w Kopenhadze i zajął 8. miejsce zdobywszy 53 punkty, w tym najwyższą notę 12 pkt od Cypru.

### Konkurs Piosenki Eurowizji Junior 2004
10 maja 2004 grecki nadawca ERT potwierdził udział 2. Konkursie Piosenki Eurowizji Junior oraz zaprosił chętnych piosenkarzy do wysyłania kandydatur. Termin zgłoszeń zakończył się 4 czerwca. 10 sierpnia 2004 ujawnił, że spośród 100 nadesłanych zgłoszeń wybrano 10 kandydatów którzy wezmą udział w preselekcjach. Na liście znaleźli się: Kloi Boleti („Wima-Wima”), Maria-Nafeli Papadaki („Do-re-mi-fa-sol”), Kali Jeorjeli („Ta Pistepso S’ Ena Asteri”), Eleni Frangulia („Simera”), Mariana Malanddzi („Ble Dzin”), Waleria Wasiadi („I Zoi Sineschizete”), Sofia Kutsuri („Akuse Me”), Aleksandros Chundas („Ta 'Tela”), Stawi Janikopulu („Ela Kie Chorepse Mazi Mas”) oraz Secret Band („O Palios Mu Eaftos”).
26 września 2004 finał preselekcji prowadzonych przez Giorgos Frantzeskakisa wygrał zespół Secret Band w którego skład wchodzili Andreas Kiefalas, Jiorgos Kotsu i Andonis Skriwanos z piosenką „O Palios Mu Eaftos”. 20 listopada 2004 zespół wystąpił jako pierwszy w kolejności startowej i zajął 9. miejsce zdobywszy 48 punktów, w tym najwyższą notę 12 pkt od Malty i Cypru. Oglądalność finału konkursu wyniosła 926 tys. widzów.

### Konkurs Piosenki Eurowizji Junior 2005
14 lipca 2005 ujawniono, że Grecja ponownie wybierze swojego reprezentanta za pośrednictwem preselekcji oraz że finał poprowadzi Miss Grecji 2004 Maria Spiridaki. Termin nadsyłania kandydatur zakończył się 22 lipca 2004. 26 września 2004 odbyły się greckie preselekcje do 3. Konkursu Piosenki Eurowizji Junior w których wystąpili: Christina Petrojani („Epitelus peto”), Aleksandros Chundas i Kali Jeorjeli („Tora ine i sira mas”), Dimitra Dzanakaki („Oso zo”), Karolain Tatara („Mia istoria”), Marina Chelmi („Wrochi apo astra”), Rafela, Nafsika, Akriwi oraz Konstandinos („Choros”), Nikolas Linaritakis-Liodakis („Itan Oniro”), Maria Paraponiari („Chari Poter”),  Wasiliki, Ermelina, Marina i Aurora („To proto skirtima”) i Mariana Malanddzi („Matia Pedika”).   
Finał preselekcji wygrał duet Aleksandros i Kali z piosenką „Tora ine i sira mas”, dzięki czemu otrzymali prawo do reprezentowania Grecji w konkursie. 26 listopada 2005 duet wystąpił jako pierwszy w kolejności i zajął 6. miejsce zdobywszy 88 punktów, w tym najwyższą note 12 pkt od Chorwacji i Cypru. 3 marca 2006 ujawniono, że oglądalność finału konkursu w Grecji wyniosła 1,4 mln widzów.   

### Konkurs Piosenki Eurowizji Junior 2006
19 września 2006 grecki nadawca Ellinikí Radiofonía Tileórasi (ERT) opublikował listę dziesięciu kandydatów którzy ubiegali się o reprezentowanie Grecji w 4. Konkursie Piosenki Eurowizji Junior.  Na liście znaleźli się: Pinelopi Skalkotu („Mia angalia ja ta pedia”), Magdalini Papadopulu („Se telo”), Chloi Sofia Boleti („Den pirazi”), Karolain Tatara („Onira glika”), Maria Iliadu i Fedra Apalaki („Zise Ti Zoi”), Eleni Gramatikopulu („To Fos”), Irini Korchadzi, Irini Tambaku oraz Sofia Achina („Ena Asteri”), Maria Rigopulu („Kosmos Onirikos”), Elpida Bairaktaridu („Parti”).
7 października 2006 finał preselekcji wygrała Chloi Sofia Boleti z piosenką „Den pirazi”, uzyskując tym samym prawo do reprezentowania Grecji w konkursie. 2 grudnia Chloi wystąpiła jako jedenasta w kolejności startowej i zajęła 13. miejsce zdobywszy 35 punktów, w tym najwyższą notę 12 pkt od Cypru. 

### Konkurs Piosenki Eurowizji Junior 2007
22 września 2007 grecki nadawca opublikował listę 10 kandydatów którzy wystąpią w finale preselekcji oraz ujawniono że stacja otrzymała łącznie 84 kandydatury. Na liście znaleźli się: Mariana Malanddzi i Stratos Chadzidakis („Chronia matitika”), Sofia, Kristalia, Menia oraz Maria („An ejo imun magos”), Teodora Katsikojani („Panda ta ajapo”), Ana Polimnia Prowadu („Ena wlema su mono”), Made In Greece („Confused”), Christiana i Konstandina („Tremo”), Atiana Spanidu („Ola esi”), Maria Rigopulu („Imaste oli pedia”), Mikaela Zambetani („Oneipa”) oraz Sterjos Pertsinidis („Efchi”).
21 października 2007 finał preselekcji wygrał zespół Made In Greece w którego skład wchodziły: Suzan, Sofia, Ana, Andromachi i Stefani. 8 grudnia 2007 zespół wystąpił na koncercie finałowym w Rotterdamie podczas 5. Konkursu Piosenki Eurowizji Junior i zajął 17. miejsce zdobywszy 14 punktów.

### Konkurs Piosenki Eurowizji Junior 2008
W czerwcu grecki nadawca potwierdził udział w konkursie w 2008 i uruchomił proces selekcji a termin nadsyłania wyznaczono wówczas na 4 lipca 2008. 20 sierpnia nadawca opublikował listę dziesięciu wybranych kandydatów, których wybrano spośród 29 nadesłanych zgłoszeń. Wyboru dokonano na podstawie komisji jurorskiej powołanej przez nadawcę ERT. W skład komisji weszli: Nikos Wuturas, Jiorgos Polichroniu, Besi Arjiraki, Todoris Zografos i Jiorgos Siriopulos. Na liście finalistów znaleźli się: Elena Karapati, Emilia Papapetru i Pinelopi („Pende Onira”), Katerina Kauni i Christina Kauni („To mikro mu mistiko”), Ana Karapetowa („Odijise me talasa”), Niki Tsetsu, Wasiliki Stefopulu („Ena asteri pefti”), Atina Manukian („To fili tis afroditis”), Niki Janutsu („Kapia nichta”), Maria Teodoru („To kako to ksipnitiri”), Mikaela Zambetani („Bes ki‘ esi sto ritmo”), Lukia-Maria Papaioanu, Fiwi-Artemis Smeti-Michaliu („Sti skini tis musikis”) oraz Christina Lewetsowiti („Ena asteri”).
27 listopada finał preselekcji prowadzonych przez Renię Tsitsimbiku i Jiorgosa Amirasa wygrała Niki Janutsu z piosenką „Kapia nichta”, dzięki czemu otrzymała prawo do reprezentowania Grecji w 6. Konkursie Piosenki Eurowizji Junior. 22 listopada Niki wystąpiła jako piąta w kolejności startowej w finale konkursu organizowanego w Limmasol i zajęła 14. miejsce, zdobywszy 19 punktów.

## Uczestnictwo
Grecja uczestniczyła w Konkursie Piosenki Eurowizji dla Dzieci w latach 2003–2008. Poniższa tabela uwzględnia wszystkich greckich reprezentantów, tytuły konkursowych piosenek i języki w których były śpiewane oraz wyniki w poszczególnych latach.
| Rok                        | Artysta            | Piosenka              | Język  | Miejsce | Punkty |
| -------------------------- | ------------------ | --------------------- | ------ | ------- | ------ |
| 2003                       | Nikolas Ganopulos  | „Fili ja panda”       | grecki | 8       | 53     |
| 2004                       | Secret Band        | „O palios mu eaftos”  | grecki | 9       | 48     |
| 2005                       | Aleksandros i Kali | „Tora ine i sira mas” | grecki | 6       | 88     |
| 2006                       | Chloi Sofia Boleti | „Den pirazi”          | grecki | 13      | 35     |
| 2007                       | Made In Greece     | „Confused”            | grecki | 17      | 14     |
| 2008                       | Niki Janutsu       | „Kapia nichta”        | grecki | 14      | 19     |
| Brak reprezentanta od 2009 |                    |                       |        |         |        |

Legenda:
     1. miejsce
     2. miejsce
     3. miejsce
     Ostatnie miejsce

## Historia głosowania w finale (2003–2008)
Poniższe tabele pokazują, którym krajom Grecja przyznaje w finale najwięcej punktów oraz od których państw greccy reprezentanci otrzymują najwyższe noty.
| Miejsce | Kraj               | Punkty |
| ------- | ------------------ | ------ |
| 1       | Cypr               | 60     |
| 2       | Hiszpania          | 35     |
| 3       | Białoruś · Rumunia | 33     |
| 4       | Rosja              | 22     |
| 5       | Dania              | 20     |

| Miejsce | Kraj                      | Punkty |
| ------- | ------------------------- | ------ |
| 1       | Cypr                      | 57     |
| 2       | Chorwacja                 | 22     |
| 3       | Rumunia · Wielka Brytania | 18     |
| 4       | Belgia                    | 13     |
| 5       | Malta                     | 12     |

## Komentatorzy i sekretarze
Spis poniżej przedstawia wszystkich greckich komentatorów konkursu oraz krajowych sekretarzy podających punkty w finale.
| Komentatorzy i sekretarze z Polski                 | Komentatorzy i sekretarze z Polski | Komentatorzy i sekretarze z Polski |
| Rok                                                | Komentator                         | Sekretarz                          |
| -------------------------------------------------- | ---------------------------------- | ---------------------------------- |
| 2003                                               | Masa Fasula i Nikos Frandtseskakis | Kloi-Sofia Boleti                  |
| 2004                                               | b.d                                | Kali Jeorjeli                      |
| 2005                                               | b.d                                | Jiorgos Kutsojanis                 |
| 2006                                               | Renia Tsitsimbiku i Jiorgos Amiras | Aleksandros Chundas                |
| 2007                                               | Marion Michelidaki                 | Kloi-Sofia Boleti                  |
| 2008                                               | Renia Tsitsimbiku i Jiorgos Amiras |                                    |
| Brak reprezentanta i transmisji w latach 2009–2012 |                                    |                                    |
| 2013                                               | b.d                                | Kraj nie brał udziału w konkursie  |
| Brak reprezentanta i transmisji w latach 2014–2024 |                                    |                                    |